# Something About England
Pistes de Sandinista!
The Leader Rebel Waltz
Something About England est une chanson du groupe The Clash, sortie en 1980 sur l'album Sandinista!. Elle évoque l'histoire de l'Angleterre au XXe siècle, du point de vue d'un vieux mendiant (comme dans le poème de Samuel Coleridge, The rime of the ancient mariner) ayant vécu la Seconde Guerre mondiale , et aborde des thèmes aussi différents que la xénophobie, les inégalités et problèmes sociaux, la peur de la guerre nucléaire... La description de l'Angleterre de l'entre-deux guerres rappelle certains thèmes évoqués par George Orwell dans Le quai de Wigan.